# Peter Revson
Peter Jeffrey Revson, ameriški dirkač Formule 1, * 27. februar 1939, New York, ZDA, † 22. marec 1974, Johannesburg, Republika Južna Afrika.
Peter Revson je pokojni ameriški dirkač Formule 1. Debitiral je v sezoni 1964 na Veliki nagradi Monaka z Lotusom, toda sezono je končal brez točk. Naslednjo priložnost je dobil šele v sezoni 1971, najboljše rezultate pa je dosegel v sezoni 1973 z McLarnom, ko je dosegel svoji edini zmagi na dirkah za Veliko nagrado Velike Britanije in Kanade, skupaj s sezono 1972 pa je dosegel še šest uvrstitev na stopničke. Na tretji dirki sezone 1974 za Veliko nagrado Južne Afrike se je smrtno ponesrečil.

## Popolni rezultati Formule 1
(legenda) (odebeljene dirke pomenijo najboljši štartni položaj, poševne pa najhitrejši krog, †-uvrščen kljub odstopu)
| Leto | Moštvo                  | Šasija       | Motor       | 1       | 2       | 3       | 4       | 5       | 6      | 7     | 8      | 9    | 10    | 11      | 12      | 13     | 14    | 15    | Prv | Toč |
| ---- | ----------------------- | ------------ | ----------- | ------- | ------- | ------- | ------- | ------- | ------ | ----- | ------ | ---- | ----- | ------- | ------- | ------ | ----- | ----- | --- | --- |
| 1964 | Revson Racing (America) | Lotus 24     | BRM V8      | MON DNQ | NIZ     |         |         | VB Ret  | NEM 14 | AVT   | ITA 13 | ZDA  | MEH   |         |         |        |       |       | -   | 0   |
| 1964 | Reg Parnell (Racing)    | Lotus 24     | BRM V8      |         |         | BEL DSQ |         |         |        |       |        |      |       |         |         |        |       |       | -   | 0   |
| 1964 | Reg Parnell (Racing)    | Lotus 25     | BRM V8      |         |         |         | FRA DNS |         |        |       |        |      |       |         |         |        |       |       | -   | 0   |
| 1971 | Elf Team Tyrrell        | Tyrrell 001  | Cosworth V8 | JAR     | ŠPA     | MON     | NIZ     | FRA     | VB     | NEM   | AVT    | ITA  | KAN   | ZDA Ret |         |        |       |       | -   | 0   |
| 1972 | Team Yardley McLaren    | McLaren M19A | Cosworth V8 | ARG Ret | JAR 3   | ŠPA 5   | MON     | BEL 7   | FRA    | VB 3  | NEM    |      |       |         |         |        |       |       | 5.  | 23  |
| 1972 | Team Yardley McLaren    | McLaren M19C | Cosworth V8 |         |         |         |         |         |        |       |        |      | AVT 3 | ITA 4   | KAN 2   | ZDA 18 |       |       | 5.  | 23  |
| 1973 | Team Yardley McLaren    | McLaren M19C | Cosworth V8 | ARG 8   | BRA Ret | JAR 2   |         |         |        |       |        |      |       |         |         |        |       |       | 5.  | 38  |
| 1973 | Team Yardley McLaren    | McLaren M23  | Cosworth V8 |         |         |         | ŠPA 4   | BEL Ret | MON 5  | ŠVE 7 | FRA    | VB 1 | NIZ 4 | NEM 9   | AVT Ret | ITA 3  | KAN 1 | ZDA 5 | 5.  | 38  |
| 1974 | UOP Shadow Racing Team  | Shadow DN3   | Cosworth V8 | ARG Ret | BRA Ret | JAR DNP | ŠPA     | BEL     | MON    | ŠVE   | NIZ    | FRA  | VB    | NEM     | AVT     | ITA    | KAN   | ZDA   | -   | 0   |